# Шоваль
Шоваль (ивр. שובל‎) — кибуц в северном Негеве, в региональном совете Бней-Шимон, близ бедуинского города Рахат и в 30 км к северу от Беэр-Шевы.

## История
Кибуц основан группой из 15 человек, состоящей из членов движения «Хашомер-Хацаир» — выходцев из Южной Африки, бывших узников Бухенвальда, и двух выживших с корабля Патриа. Операция «11 точек» по еврейской колонизации Негева, в рамках которой был основан Шоваль, была осуществлена на исходе Йом-Кипура (5—6 октября) 1946 года. Название кибуца взято по имени двух героев Ветхого Завета (1Пар. 1:38, 1Пар. 4:1).

## Современное положение
Кибуц расположен на трассе 264, обслуживаемой автобусной компанией «Метрополин». Автобусы маршрута 371 на направлении Беэр-Шева—Ришон Ле-Цион останавливаются около кибуца несколько раз в день. Все остальные автобусные маршруты следуют по шоссе 40, с ближайшей к Шовалю остановкой у перекрёстка трасс 264, 293 и 40, недалеко от кибуца Бейт-Кама.
На территории кибуца находится крупная молочная ферма, с которой в 2002 году была объединена молочная ферма кибуца Наан, что рядом с Реховотом. Сейчас ферма в Шовале принадлежит двум кибуцам совместно; на ней заняты по нескольку кибуцников из обоих кибуцев и наёмные рабочие-бедуины из Рахата. На ферме содержится более 1200 коров, из которых половина — дойные, и производится около 4 млн литров молока в год. В 2005 году ферма была переоснащена современным автоматизированным оборудованием производства кибуца Афиким. Кроме молочной фермы, в распоряжении кибуца находятся курятник и обширная территория возделываемых полей.
В кибуце действует региональная средняя (7—12 классы) школа «Мевоот ха-Негев», которая с 1997 по 2017 год принимала молодёжную программу «НААЛЕ» (ивр. מבואות הנגב‎), основанная в 1963 г. Проживающие в кибуце дети младшего школьного возраста посещают региональную начальную (1—6 классы) школу «Ницаней ха-Негев» (ивр. ניצני הנגב‎) в соседнем кибуце Бейт-Кама, в 5 км к северу от Шоваля.
Кроме того, в кибуце есть ясли и три детских сада для детей разных возрастных групп, библиотека, небольшая обсерватория, поликлиника больничной кассы «Клалит», и два магазина: минимаркет Коль-Бо (гастроном-универсам), а также вещевой.

## Население
По данным Центрального статистического бюро Израиля, население на начало 2020 года составляло 820 человек.
Примерно половина населения являются членами кибуца, среди них — пятеро из числа основателей кибуца.